# Oświata w Wałbrzychu
Oświata w Wałbrzychu
W Wałbrzychu istnieją szkoły podstawowe, średnie, policealne i wyższe. Uczelnie w mieście kształcą łącznie prawie 10 tysięcy osób. W mieście znajduje się Wydział Nadzór Pedagogicznego, obejmujący teren byłego województwa wałbrzyskiego.

## Uczelnie
- Akademia Nauk Stosowanych Angelusa Silesiusa,
- Wyższa Szkoła Zarządzania i Przedsiębiorczości z siedzibą w Wałbrzychu,
- Filia Politechniki Wrocławskiej,
- Filia Uniwersytetu Medycznego we Wrocławiu,
- Dolnośląski Ośrodek Doskonalenia Nauczycieli we Wrocławiu Filia w Wałbrzychu[1]

## Licea
- I Liceum Ogólnokształcące im. Ignacego Jana Paderewskiego
- II Liceum Ogólnokształcące im. Hugona Kołłątaja
- III Liceum Ogólnokształcące im. Mikołaja Kopernika
- IV Liceum Ogólnokształcące
- Liceum Sportowe w Zespole Szkół nr 4 im. Janusza Kusocińskiego
- Prywatne Liceum Ogólnokształcące ss. Niepokalanek im. bł. Matki Marceliny Darowskiej
- Społeczne Liceum ogólnokształcące w Zespole Szkół Społecznych nr 1

## Technika
- Technikum nr 5 (ZS nr 8) Zespół Szkół Politechnicznych „Energetyk”[2]
- Technikum nr 2 w Zespole Szkół nr 5 im. M. T. Hubera
- Technikum nr 7 w Zespole Szkół Ponadgimnazjalnych nr 10
- Technikum Uzupełniające dla Dorosłych w Zespole Szkół nr 8

## Szkoły zawodowe
- Rzemieślnicza Zasadnicza Szkoła Zawodowa im. Stanisława Palucha ul. Osiedle Górnicze 29 (Szkoła jest pod organizacją Cechu Rzemiosł Różnych i Małej Przedsiębiorczości w Wałbrzychu pl. Magistracki 3),
- Zasadnicza Szkoła Zawodowa nr 4
- Zasadnicza Szkoła Zawodowa nr 5
- Zasadnicza Szkoła Zawodowa nr 7
- Zasadnicza Szkoła Zawodowe Specjalna

## Szkoły podstawowe
- Publiczna Szkoła Podstawowa nr 2 im. Orła Białego
- Publiczna Szkoła Podstawowa nr 5 im. Aliny i Czesława Centkiewiczów
- Publiczna Szkoła Podstawowa nr 6 im. Aleksandra Kamińskiego
- Publiczna Szkoła Podstawowa nr 9 im. Kornela Makuszyńskiego
- Publiczna Szkoła Podstawowa Specjalna nr 10. 10spec.neostrada.pl. [zarchiwizowane z tego adresu (2014-05-27)]. (dawniejszy Zespół Szkół Specjalnych)
- Publiczna Szkoła Podstawowa nr 15 im. Jana Kochanowskiego
- Publiczna Szkoła Podstawowa nr 17 im. Marii Konopnickiej
- Publiczna Szkoła Podstawowa nr 21 im. Olimpijczyków Polskich
- Publiczna Szkoła Podstawowa nr 22 im. Gwarków Dolnośląskich w Gminnym Zespole Szkół nr 2
- Publiczna Szkoła Podstawowa nr 23 im. Wojsk Ochrony Pogranicza
- Publiczna Szkoła Podstawowa nr 26 im. Komisji Edukacji Narodowej
- Publiczna Szkoła Podstawowa nr 28. psp28walbrzych.republika.pl. [zarchiwizowane z tego adresu (2014-05-27)]. im. Jana Pawła II
- Publiczna Szkoła Podstawowa nr 30 im. Armii Krajowej
- Publiczna Szkoła Podstawowa nr 37 im. Stanisława Staszica
- Szkoła Podstawowa Zespół Szkół Fundacji „Szkoła Gminna Menadżersko-Księgowa”

## Szkoły artystyczne
- Zespół Szkół Muzycznych. zsm.edupage.org. [zarchiwizowane z tego adresu (2014-05-28)]. im. Stanisława Moniuszki

## Przedszkola
- Przedszkole Samorządowe nr 4
- Przedszkole Samorządowe nr 14
- Przedszkole Samorządowe „Agatka”
- Przedszkole Niepubliczne „Siódemka”
- Integracyjne Przedszkole Samorządowe nr 17
- Przedszkole Samorządowe nr 22
- Przedszkole Samorządowe nr 10
- Przedszkole Niepubliczne „Sobięcinek”
- Przedszkole Niepubliczne „Tęcza”
- Przedszkole „Bajka”
- Przedszkole Specjalne przy PSPS nr 10

## Zespoły szkół
- Zespół Szkól Specjalnych Przyszpitalnych w Wałbrzychu
- Zespół Szkół Społecznych Nr 1